# Bagterp
Bagterp er en bydel i den sydlige del af Hjørring. I Bagterp findes plejehjemmet Skovgården, en tankstation, en række mindre virksomheder, samt Hjørring Kro. Den lokale skole, Bagterpskolen, er en tresporet skole med 713 elever (2012).

## Fritid og kultur
I Bagterp findes Bagterphallen og Bagterp Stadion. Disse benyttes primært af idrætsforeningen, Bagterp IF, der tilbyder gymnastik, fodbold, badminton, håndbold og petanque.
I Bagterp plantage på vestsiden af hovedvejen findes en spejderhytte, som benyttes af KFUM Bistrup Gruppe. Herudover findes kor og diverse orkestre.
I byen findes Børnehaven Emilie med gennemsnitlig 59 børn indskrevet. Der findes også en SFO, som hedder Oskar.

## Ekstern henvisning
- Bagterpskolen Arkiveret 13. december 2010 hos  Wayback Machine
- Bagterp IF
- Skovgården (Webside ikke længere tilgængelig)
- Børnehaven Emilie
- SFO Oskar Arkiveret 4. december 2011 hos  Wayback Machine